# Triphyllozoon indivisum
Triphyllozoon indivisum är en mossdjursart som beskrevs av Harmer 1934. Triphyllozoon indivisum ingår i släktet Triphyllozoon och familjen Phidoloporidae. Inga underarter finns listade i Catalogue of Life.